# Валентайн, Карл
Карл Ховард Валентайн (англ. Carl Howard Valentine; род. 4 июля 1958, Манчестер, Ланкашир) — профессиональный футболист и тренер, который провёл значительную часть карьеры в Ванкувере (Британская Колумбия, Канада).
Он был главным тренером «Оттава Фьюри» из USL Премьер-лиги развития, где работал до вступления в должность посла и тренера персонала «Ванкувер Уайткэпс» в 2010 году, в преддверии первого сезона клуба в MLS.

## Карьера игрока

### Клубная карьера
Валентайн провёл долгую и успешную карьеру футболиста, длившуюся с конца 1970-х до конца 1990-х. Он играл за такие клубы, как «Ванкувер Уайткэпс» из Североамериканской футбольной лиги, «Олдем Атлетик» и «Вест Бромвич Альбион» из Футбольной лиги Англии и другой «Ванкувер Уайткэпс» из Канадской футбольной лиги, а закончил карьеру в Американской профессиональной футбольной лиге.
Валентайн начал свою профессиональную карьеру в 1976 году в возрасте 17 лет на позиции нападающего в клубе Второго дивизиона Футбольной лиги «Олдем Атлетик». В 1979 году Валентайн подписал контракт с «Ванкувер Уайткэпс» и в том же сезоне помог им выиграть Североамериканскую футбольную лигу. Валентайну понравилось жить в Ванкувере, и в 1983 году он принял канадское гражданство. В 1984 году Валентайн подписал контракт с клубом высшего дивизиона Англии, «Вест Бромвич Альбион». До 2011 года Валентайн был последним автором победного гола «Вест Бромвича» в матче против принципиального соперника «Астон Виллы», его гол был единственным в игре. После двух сезонов с «дроздами», в которых он сыграл 44 матча и забил 6 раз, Валентайн вернулся в Ванкувер, чтобы играть за новый «Ванкувер Уайткэпс», где оставался в течение следующих 13 лет. Потеряв место в основе в 1992 году, Валентайн был играющим тренером клуба до ухода со спорта в 1999 году.

#### Шоубол
22 ноября 1985 года Валентайн подписал контракт с «Кливленд Форс» из MISL. Валентайн играл три сезона с «Форс», который был расформирован в течение межсезонья 1988 года. Затем он подписал контракт с «Балтимор Бласт». В июне 1990 года Валентайн подписал контракт на один год с «Бласт» только, чтобы его могли продать в «Канзас-Сити Кометс» в обмен на Дейла Митчелла 21 августа 1990 года. «Кометс» были расформированы в конце сезона, и в сентябре 1991 года Валентайн подписал контракт с «Такома Старз».

### Международная карьера
Первоначально Валентайн надеялся получить вызов в сборную Англию, поэтому отказался от предложения играть за Канаду на летних Олимпийских играх 1984 года. В 1985 году он решил играть за Канаду и дебютировал в сборной в сентябре 1985 года в отборочном матче чемпионата мира 1986 года против Гондураса. Несмотря на заболевание гриппом, Валентайн помог забить оба гола Канады (отдав результативные передачи с угловых ударов) и победить Гондурас со счётом 2:1. Его команда впервые в истории вышла в финальную часть Кубка мира.
Он сыграл в общей сложности 31 матч, забив 1 гол (13 июня 1992 года в ворота Гонконга). Он представлял Канаду в 9 отборочных Кубка мира и играл во всех трёх матчах группового этапа в 1986 году. Его последний международный матч состоялся в августе 1993 года в рамках отбора на Кубок мира против Австралии, это также был последний матч международных карьер Дейла Митчелла и Майка Суини.

## Личная жизнь
У Карла Валентайна есть жена Джиллиан, у пары трое детей: две дочери Кили и Шеннон и сын Гэвин. В настоящее время тренирует молодёжную команду «Академия TSS», Ричмонд (Британская Колумбия).